# CeCe Winans
Priscilla Marie Winans, mais conhecida pelo seu nome artístico CeCe Winans (Detroit, Michigan em 8 de outubro de 1964), é uma cantora estadunidense de Música gospel. Já foi premiada com o Grammy, Dove Awards e o Stellar Awards. Filha de David e Delores ("Mom" e "Pop") Winans. CeCe é a oitava de dez filhos, e a mais velha de três meninas, todos formam o grupo gospel Winans family. Seguiu também carreira solo a partir de 1995 e fez parcerias com seu irmão BeBe Winans (Benjamin Winans) formando BeBe & CeCe Winans. CeCe reside com seu marido Alvin Love e os dois filhos, Ashley e Alvin III.

## "Cultura Nativa Popular"
Na série animada The Proud Family do canal Disney Channel, os bebês gêmeos são chamados de "BeBe & CeCe."

## Livros
CeCe é autora de três livros: com uma nota positiva, uma coleção de suas memórias lançado 01 de agosto de 2000, é Throne Room: Ushered Into the Presence of God, um devocional lançado 1 de janeiro de 2004 e co-autoria com Claire Cloninger, Always Sisters: Becoming the Princess foi criado para ser lançado em 17 de julho de 2007 e co-escrito com Claudia Mair Burney.
Em 2009, CeCe anunciou seu apoio a um currículo de educação multicultural Christian from Abingdon Press, intitulado "On the Move: God's Grace from Place to Place".

## Prêmios
CeCe Winans recebeu 10 prêmios Grammy, 21 indicações ao Grammy, 20 Dove Awards e sete Stellar Awards (bem como inúmeras indicações).

## Discografia
- 1995: Alone In His Presence
- 1998: Everlasting Love
- 1998: His Gift
- 1999: Alabaster Box
- 2001: Cece Winans
- 2003: Throne Room
- 2005: Purified
- 2008: Thy Kingdom Come
- 2010: Songs Of Emotional Healing
- 2010: For Always: The Best Of Cece Winans

### BeBe & CeCe Winans
- 1984: Lord Lift Us Up (PTL)
- 1987: BeBe & CeCe Winans (Sparrow/Capitol)
- 1988: Heaven (BeBe & CeCe Winans album)|Heaven (Sparrow/Capitol)
- 1991: Different Lifestyles]] (Sparrow/Capitol)
- 1993: First Christmas (Sparrow/Capitol)
- 1994: Relationships (Sparrow/Capitol)
- 1996: Greatest Hits (Sparrow/EMI)
- 2006: The Best Of BeBe And CeCe (Sparrow)
- 2009: Still (B&C/ Malaco)[1]